# Copa del Rey de baloncesto 2007
La 71.ª edición de la Copa del Rey de baloncesto se disputó en el Palacio de Deportes José María Martín Carpena de Málaga desde el 8 al 11 de febrero de 2007. Fue la segunda edición disputada en Málaga tras la celebrada en 2001.
Los equipos participantes fueron: Unicaja, Real Madrid C. F., TAU Cerámica, Akasvayu Gerona, DKV Joventut, Winterthur Barcelona, Caja San Fernando y Gran Canaria.

## Cuadro de partidos
|  | Cuartos de final            | Cuartos de final            |                      |              | Semifinales   | Semifinales   |  |                      | Final         | Final         |  |
|  | 8 de febrero y 9 de febrero | 8 de febrero y 9 de febrero |                      |              | 10 de febrero | 10 de febrero |  |                      | 11 de febrero | 11 de febrero |  |
|  |                             |                             |                      |              |               |               |  |                      |               |               |  |
|  |                             |                             |                      |              |               |               |  |                      |               |               |  |
|  | Akasvayu Girona             | 82                          |                      |              |               |               |  |                      |               |               |  |
|  | Akasvayu Girona             | 82                          |                      |              |               |               |  |                      |               |               |  |
|  | DKV Joventut                | 84                          |                      |              |               |               |  |                      |               |               |  |
|  | DKV Joventut                | 84                          |                      | DKV Joventut | 70            |               |  |                      |               |               |  |
|  |                             |                             |                      | DKV Joventut | 70            |               |  |                      |               |               |  |
|  |                             |                             | Winterthur Barcelona | 84           |               |               |  |                      |               |               |  |
|  | Unicaja                     | 62                          | Winterthur Barcelona | 84           |               |               |  |                      |               |               |  |
|  | Unicaja                     | 62                          |                      |              |               |               |  |                      |               |               |  |
|  | Winterthur Barcelona        | 77                          |                      |              |               |               |  |                      |               |               |  |
|  | Winterthur Barcelona        | 77                          |                      |              |               |               |  | Winterthur Barcelona | 69            |               |  |
|  |                             |                             |                      |              |               |               |  | Winterthur Barcelona | 69            |               |  |
|  |                             |                             | Real Madrid C. F.    | 53           |               |               |  |                      |               |               |  |
|  | TAU Cerámica                | 82                          | Real Madrid C. F.    | 53           |               |               |  |                      |               |               |  |
|  | TAU Cerámica                | 82                          |                      |              |               |               |  |                      |               |               |  |
|  | Cajasol                     | 73                          |                      |              |               |               |  |                      |               |               |  |
|  | Cajasol                     | 73                          |                      | TAU Cerámica | 72            |               |  |                      |               |               |  |
|  |                             |                             |                      | TAU Cerámica | 72            |               |  |                      |               |               |  |
|  |                             |                             | Real Madrid C.F.     | 74           |               |               |  |                      |               |               |  |
|  | Real Madrid C.F.            | 85                          | Real Madrid C.F.     | 74           |               |               |  |                      |               |               |  |
|  | Real Madrid C.F.            | 85                          |                      |              |               |               |  |                      |               |               |  |
|  | Gran Canaria                | 82                          |                      |              |               |               |  |                      |               |               |  |
|  | Gran Canaria                | 82                          |                      |              |               |               |  |                      |               |               |  |
|  |                             |                             |                      |              |               |               |  |                      |               |               |  |

## Partidos de la competición

### Cuartos de final
| 8 de febrero | Akasvayu Girona                                   | 82–84                                             | DKV Joventut                                               | |  |
| 18:30 GTM+1  | Parciales: 23-17, 16-20, 19-17, 17-21 (T.E.: 7-9) | Parciales: 23-17, 16-20, 19-17, 17-21 (T.E.: 7-9) | Parciales: 23-17, 16-20, 19-17, 17-21 (T.E.: 7-9)          | |  |
|              | Estadísticas Šalenga 19 Fučka 8 seis jugadores 2  | Reporte Pts Reb Asts                              | Estadísticas Fernández, Archibald 17 Archibald 9 Bennett 6 | Pabellón: José María Martin Carpena Arena, Málaga Asistencia: 9,447 espectadores Árbitros: Fco. De La Maza, E. Pérez Pizarro, Redondo |  |

| 8 de febrero | Unicaja                                                     | 62–77                                 | Winterthur FC Barcelona                 | |  |
| 21:00 GTM+1  | Parciales: 10-21, 20-21, 12-13, 20-22                       | Parciales: 10-21, 20-21, 12-13, 20-22 | Parciales: 10-21, 20-21, 12-13, 20-22   | |  |
|              | Estadísticas Cabezas, Piètrus 12 tres jugadores 3 Sánchez 5 | Reporte Pts Reb Asts                  | Estadísticas Trias 18 Trias 8 Lakovič 4 | Pabellón: José María Martin Carpena Arena, Málaga Asistencia: 10,000 espectadores Árbitros: Juan Carlos Arteaga, M.A. Pérez Pérez, José Javier Murgui |  |

| 9 de febrero | TAU Cerámica                             | 82–73                                 | Caja San Fernando                          | |  |
| 19:00 GTM+1  | Parciales: 20-12, 24-23, 23-21, 15-17    | Parciales: 20-12, 24-23, 23-21, 15-17 | Parciales: 20-12, 24-23, 23-21, 15-17      | |  |
|              | Estadísticas Scola 23 Scola 7 Prigioni 9 | Reporte Pts Reb Asts                  | Estadísticas Price 20 Alexander 10 Marco 4 | Pabellón: José María Martin Carpena Arena, Málaga Asistencia: 8,400 espectadores Árbitros: J.A. Martín Bertrán, Oscar Perea, Lluis Guirao |  |

| 9 de febrero | Real Madrid                             | 85–82                                 | Gran Canaria Grupo Dunas                   | |  |
| 21:00 GTM+1  | Parciales: 22-12, 22-24, 17-23, 24-23   | Parciales: 22-12, 22-24, 17-23, 24-23 | Parciales: 22-12, 22-24, 17-23, 24-23      | |  |
|              | Estadísticas Bullock 33 Reyes 9 López 6 | Reporte Pts Reb Asts                  | Estadísticas Dávid 25 Savané 5 Fernández 5 | Pabellón: José María Martin Carpena Arena, Málaga Asistencia: 10,000 espectadores Árbitros: Daniel Hierrezuelo, J.R. García Ortiz, Antonio Conde |  |

### Semifinales
| 10 de febrero | DKV Joventut                               | 70–84                                 | Winterthur FC Barcelona                                | |  |
| 17:00 GTM+1   | Parciales: 19-16, 19-20, 11-28, 21-20      | Parciales: 19-16, 19-20, 11-28, 21-20 | Parciales: 19-16, 19-20, 11-28, 21-20                  | |  |
|               | Estadísticas Fernández 16 Gaines 7 Rubio 4 | Reporte Pts Reb Asts                  | Estadísticas Basile, Trias 16 Basile, Trias 7 Basile 6 | Pabellón: José María Martin Carpena Arena, Málaga Asistencia: 10,000 espectadores Árbitros: J.A. Martín Bertrán, E. Pérez Pizarro, Redondo |  |

| 9 de febrero | TAU Cerámica                                       | 72–74                                 | Real Madrid                               | |  |
| 19:30 GTM+1  | Parciales: 21-19, 21-15, 18-23, 12-17              | Parciales: 21-19, 21-15, 18-23, 12-17 | Parciales: 21-19, 21-15, 18-23, 12-17     | |  |
|              | Estadísticas Scola 15 House 6 Prigioni, Splitter 3 | Reporte Pts Reb Asts                  | Estadísticas Bullock 17 Reyes 9 Tunçeri 2 | Pabellón: José María Martin Carpena Arena, Málaga Asistencia: 10,000 espectadores Árbitros: Juan Carlos Arteaga, M.A. Pérez Pérez, Oscar Perea |  |

### Final
| 11 de febrero | Real Madrid                                  | 53–69                                | Winterthur FC Barcelona                    | |  |
| 19:00 GTM+1   | Parciales: 5-21, 10-10, 20-16, 18-22         | Parciales: 5-21, 10-10, 20-16, 18-22 | Parciales: 5-21, 10-10, 20-16, 18-22       | |  |
|               | Estadísticas Bullock 15 Hervelle 13 Bulock 2 | Reporte Pts Reb Asts                 | Estadísticas Lakovič 16 Grimau 5 Lakovič 5 | Pabellón: José María Martin Carpena Arena, Málaga Asistencia: 10,200 espectadores Árbitros: Juan Carlos Arteaga, M.A. Pérez Pérez, Daniel Hierrezuelo |  |

| Campeones de la Copa del Rey 2007 Winterthur Barcelona 20.º título |
| ------------------------------------------------------------------ |

## MVP de la Copa
- Jordi Trías